# Římskokatolická farnost Moravská Třebová
Římskokatolická farnost Moravská Třebová je jedno z územních společenství římských katolíků v děkanátu Svitavy s farním kostelem Nanebevzetí Panny Marie.

## Historie farnosti
Roku 1270 je na místě doložen raně gotický kostel. Ten ale poškodil požár roku 1541. Od roku 1549 započala její obnova. Roku 1726 byl kostel poničen dalším požárem a tehdejší majitelé třebovského panství, Lichtenštejnové, jej téměř od základů nechali obnovit.
Roku 1678 hrabě Karel Eusebius z Lichtensteina povolal do Moravské Třebové františkány. Kostel i klášter si vystavěli bratři sami za pomoci měšťanů a okolních věřících. Byl vysvěcen 1. srpna 1689.
V roce 1950 byl klášter zabrán Státní bezpečností. Po navrácení kláštera v únoru 1990 převzali františkáni správu farnosti Moravská Třebová i s okolními farnostmi. Prozatímně bydleli na faře a v roce 1992 (po opravě navrácené části kláštera) se do kláštera přestěhovali.K lednu 2017 žije v komunitě žije pět bratří. 
V Moravské Třebové vznikly také třetí nejstarší dochované matriční knihy na Moravě. Ty se začaly psát v roce 1587.

## Duchovní správci
Farářem farnosti byl od roku 2003 do srpna 2020 P. Šebestián Pavel Smrčina, OFM. Od 1. září 2020 je farářem P. Mgr. Eliáš Tomáš Paseka, OFM.

## Bohoslužby
| Kostel                  | Místo            | Bohoslužba (den)                                 | Hodina                              | Poznámka        |
| ----------------------- | ---------------- | ------------------------------------------------ | ----------------------------------- | --------------- |
| Nanebevzetí Panny Marie | Moravská Třebová | neděle úterý středa                              | 8.00 18.00 (letní čas)              | Farní kostel    |
| svatého Josefa          | Moravská Třebová | neděle pondělí úterý středa čtvrtek pátek sobota | 11.00 18.00 18.00 (zimní čas) 18.00 | Filiální kostel |